# Bisolfato di cesio
Il bisolfato di cesio o l'idrogeno solfato di cesio è un composto inorganico con la formula CsHSO4. Il sale di cesio del bisolfato, è un solido incolore ottenuto combinando Cs2SO4 e H2SO4 .

## Proprietà
Sopra i 141 °C, CsHSO4 è un conduttore superionico. La rapida conduttività ionica sorge soprattutto nell'intervallo di queste temperature a causa dell'elevata attività dei protoni. Sulla base dei risultati della cristallografia a raggi X, la struttura è costituita da centri di solfato tetraedrico che collegano gli ioni di cesio. Il protone è associato all'ossigeno sul solfato.
CsHSO4 passa attraverso tre fasi cristalline che sono indicate come fasi III, II e I. CsHSO4 esiste inizialmente nella fase III a una temperatura ambiente di 21 °C. La fase III varia da 21 °C a 90 °C con una temperatura di transizione da 90 °C a 100 °C tra la fase III e la fase II. La fase II varia da 90 °C a 140 °C. A 140 °C, CsHSO4 subisce uno spostamento di fase dalla fase II alla fase I.
La fase III (da 21 °C a 90 °C) e la fase II (da 90 °C a 140 °C) sono indicate come sistema monoclino, in cui CsHSO4 mostra la sua conduttività protonica più bassa. Man mano che la temperatura della struttura cristallina viene aumentata, mostrerà variazioni nel volume della cellula unitaria e nella disposizione dei suoi legami idrogeno, il che altererà la capacità di una struttura cristallina CsHSO4 di consentire lo spostamento dei protoni.
A 141 °C, la struttura cristallina CsHSO4 subisce un cambiamento strutturale dalla fase monoclinica II a una fase tetragonale, diventando fase I. La fase I ha una simmetria cristallina più elevata e dimensioni del reticolo allargate. La fase I è indicata come la fase superprotonica, che innesca una crescita estrema della conduttività protonica di quattro ordini di grandezza, raggiungendo 10 mS/cm. Questo rende la conduttività di CsHSO4 dieci volte più forte della conduttività di una soluzione acquosa di cloruro di sodio. Nella fase superprotonica, il movimento di un tetraedro SO4 genera un'interruzione della rete di legame idrogeno, che accelera il trasferimento di protoni. Gli anioni tetragonali disponibili nella struttura sono responsabili della disposizione dei legami idrogeno con i protoni in movimento.

## Potenziali applicazioni
La conduttività massima di CsHSO4 puro è di 10 mS/cm, che è troppo bassa per applicazioni pratiche. Nei compositi con SiO2, TiO2 e Al2O3, la conduttività del protone al di sotto della temperatura di transizione di fase è migliorata di alcuni ordini di grandezza.
A differenza dei conduttori protonici idratati, l'assenza di acqua in CsHSO4 fornisce stabilità termica ed elettrochimica. Le misurazioni della forza elettromotrice (EMF) in una cella di concentrazione di ossigeno umidificata hanno verificato l'elevata natura ionica di CsHSO4 nella sua fase superprotonica. In base alla rotazione del calore, la tensione è rimasta la stessa per oltre 85 ore durante la misurazione, in particolare alle alte temperature. Questi risultati dimostrano l'indipendenza termica dagli ambienti di tipo umido. Inoltre, la struttura cristallina di CsHSO4 consente un trasporto rapido di ioni carichi più piccoli, con conseguente trasferimento efficiente di energia nei dispositivi elettrochimici.